# Date Tsunamune
Date Tsunamune (伊達 綱宗, 23 septembre 1640-19 juillet 1711) est le daimyo du domaine de Sendai pendant environ deux ans, de 1658 à 1660.

## Biographie
Son père Date Tadamune meurt en 1658, mais la succession de Tsunamune et sa domination sont rapidement contestées par un certain nombre de ses parents et vassaux. Ce différend conduit finalement à l'« incident de Date sōdō » de 1671 qui, raconté au théâtre, est devenu l'un des contes les plus connus des troubles et de la désunion au sein des daimyos de l'époque d'Edo.
En 1660, Tsunamune se trouve dans la capitale Edo et travaille sur le dégagement et l'approfondissement d'une voie d'eau de la ville, travail qu'il doit effectuer tous les ans pour le shogun, dans le cadre du système féodal de la corvée. Un certain nombre de ses proches et vassaux qui s'opposent à sa domination sont venus à Edo demander au shogunat Tokugawa que son fils, Date Tsunamura, devienne daimyo. Tsunamune est alors renvoyé de son travail de corvée et arrêté sous les accusations d'ivresse publique et de débauche desquelles, selon l'histoire, il est véritablement coupable.
Tsunamura est fait daimyo, bien que le bakufu ne prend pas cette décision à la légère. Le tairō Sakai Tadakiyo s'attache personnellement à cette affaire ; le metsuke de Sendai visite la région chaque année et informe le tairō comme d'autres fonctionnaires à Edo de la situation. Bien que Sakai soit amical avec Tadamune (père de Tsunamune, le seigneur précédent) et ne veut pas prendre de mesures extrêmes contre Tsunamune, il est fautif au regard de ses responsabilités en tant que daimyo et la pression de ses adversaires politiques est très forte.
En fin de compte, malgré un comportement douteux de la part des opposants de Tsunamune, son fils reste daimyo.
Le corps de Tsunamune a été si bien conservé qu'une autopsie a pu révéler qu'il mesurait 1,58 m, était de groupe sanguin A+, et qu'il est mort d'un cancer de la bouche.

## Source de la traduction
- (en) Cet article est partiellement ou en totalité issu de l’article de Wikipédia en anglais intitulé « Date Tsunamune » (voir la liste des auteurs).